# Sensilatullbergia senegalensis
 (septembre 2019).
Genre
Espèce
Sensilatullbergia senegalensis, unique représentant du genre Sensilatullbergia, est une espèce de collemboles de la famille des Tullbergiidae.

## Distribution
Cette espèce est endémique du Sénégal.

## Étymologie
Son nom d'espèce, composé de senegal et du suffixe latin -ensis, « qui vit dans, qui habite », lui a été donné en référence au lieu de sa découverte, le Sénégal.

## Publication originale
- Thibaud & Ndiaye, 2006 : Collemboles interstitiels des sables littoraux du Sénégal. Revue Française d'Entomologie, Nouvelle Serie, vol. 28, no 1, p. 41-48.